# Nicorești
Nicorești est une commune de Moldavie roumaine, dans le județ de Galați.

## Politique
| Parti | Parti                                                 | Sièges |
| ----- | ----------------------------------------------------- | ------ |
|       | Parti national libéral (PNL)                          | 9      |
|       | Parti social-démocrate (PSD)                          | 2      |
|       | Union nationale pour le progrès de la Roumanie (UNPR) | 2      |